# گود شپرد چهارم
گود شپرد چهارم (به انگلیسی: Good Shepherd IV) یک کشتی است که طول آن ۱۸٫۳ متر (۶۰ فوت) می‌باشد. این کشتی در سال ۱۹۸۶ ساخته شد.